# Centre hospitalier de Roanne
 (juillet 2015).
Si vous disposez d'ouvrages ou d'articles de référence ou si vous connaissez des sites web de qualité traitant du thème abordé ici, merci de compléter l'article en donnant les références utiles à sa vérifiabilité et en les liant à la section « Notes et références ».
Le centre hospitalier de Roanne est un établissement de santé public situé dans le département de  la Loire (42). Il dispose de 915 lits et places. 

Ont été dénombrés en 2014 : 43 518 passages aux urgences, 183 700 consultations externes et plus de 73 300 entrées grâce à la mobilisation et au professionnalisme d'environ 2 300 professionnels, dont plus de 160 médecins et 60 internes.  

## Historique
Le projet de reconstruction/restructuration du site principal naît en mai 2003. C’est le regroupement des trois pôles de Médecine, Chirurgie et Femme-Enfant qui se concrétise, le tout formant un ensemble moderne, accueillant et de qualité. Les nouveaux locaux sont ouverts en 2009.

## Organisation
Le centre hospitalier de Roanne offre ses services cliniques et médico-techniques organisés et répartis autour de sept grands pôles d’activité : Pôle Chirurgie / Bloc / Anesthésie ; Pôle Femme - Enfant ; Pôle Gériatrie ; Pôle Médecine et cancérologie ; Pôle Médico-technique ; Pôle Psychiatrie ; Pôle Médecine Intensive et vasculaire.

## Formation

### Institut de formation en soins infirmiers (IFSI)

Entrée de l'IFSI du centre hospitalier de Roanne

L'IFSI est un établissement d'enseignement supérieur relevant du Ministère des affaires sociales, de la santé et des Droits des femmes.

## Accès
Le centre hospitalier de Roanne est accessible depuis la route nationale 7, sortie n°66.
L’hôpital est implanté sur deux sites différents, le site principal à Roanne est desservi par la ligne de bus n°1 de la STAR (Arrêt Hôpital), le site de Bonvert à Mably est desservi par la ligne de bus n°4 de CREABUS (Arrêt Bonvert).